# Univerzita umění v Tiraně
Univerzita umění v Tiraně nebo dříve známa jako Akademie umění v Tiraně je hlavní instituce v Albánii která nabízí vysoké vzdělání v oboru umění.

## Historie
Roku 1966 byla založena jako Vysokoškolský institut umění, do které se spojily tři umělecké instituce: Tiranská státní konzervatoř, Vysoká škola výtvarného umění a Vysoká škola herectví Aleksandra Moisiua. Akademie umění byla schopna využít ruské tradice v klasické muzice a baletu, vzhledem k tomu že Albánie a Rusko měli v období komunismu blízké vztahy.Škola stále udržuje styky s Ruskou školou baletu a klasické muziky. Roku 1991 byl institut povýšen na stupeň univerzity a stal se Akademií umění.
Dne 12. prosince 2009 jí Bamir Topi prezident Albánské republiky udělil "Řád velmistra".

## Akademici
Akademie umění zahrnuje tři fakulty:
- Fakulta múzických umění: muzikologie, dirigování, kompozice, klavír, housle, viola, violoncello, kontrabas, kytara, flétna, hoboj, klarinet, trombon, trumpeta, akordeon, fagot, lesní roh, tuba, zpěv, múzická pedagogika a dvě akademická oddělení
  - Muzikologie/kompozice/dirigování
  - Produkce

- Fakulta výtvarných umění: malba, grafika, textil a módní návrhářství, multimédia, aplikovaný design, sochařství, keramika a dvě akademická oddělení
  - Malířství
  - Sochařství

- Fakulta dramatických umění: televizní režie, herectví, scénografie, kostýmografie, choreografie a dvě akademická oddělení
  - Herectví
  - Režie/design/choreografie/umělecká teorie

## Ředitelé/rektoři
Od založení do roku 1991 měl institut ředitele. Od roku 1997 je řízena rektorem.
| Ředitelé a rektoři |                                                  |
| 1966 - 1969        | Vilson Kilica (1932– ), malíř                    |
| 1969 – 1973        | Tefik Çaushi (-), spisovatel                     |
| 1973 – 1978        | Lili Zhamo (-)                                   |
| 1978 – 1981        | Ibrahim Madhi (-), profesor houslí               |
| 1981 – 1988        | Kristo Jorgji (-), filmový režisér               |
| 1988 – 1991        | Jakup Mato (1934–2005)                           |
| 1991 – 1992        | Fatmir Hysi (-), muzikolog                       |
| 1992 – 1995        | Bujar Kapexhiu (1944– ), filmový režisér a herec |
| 1995 – 1997        | Gjergj Zheji (1926–2010), spisovatel             |
| 1997 – 2008        | Kastriot Çaushi (1954– ), herec a profesor drama |
| 2008 –             | Petrit Malaj (1961– ), herec a profesor drama    |

## Významní absolventi
- Inva Mula (opera)
- Ermonela Jaho (opera)
- Altin Kaftira (balet)
- Anbeta Toromani (balet)
- Kledi Kadiu (balet)
- Ilir Shaqiri (balet)
- Timo Flloko (herec)
- Ndricim Xhepa (herec)
- Laert Vasili (herec)
- Nik Xhelilaj (herec)
- Vénera Kastrati (výtvarný umělec)
- Odise Lakuriqi (malíř)
- Angjelin Preljocaj (balet)
- Eda Zari (zpěv)